# Солодуха, Александр Антонович
Александр Антонович Солодуха (бел. Аляксандр Антонавіч Саладуха; 18 января 1959, Каменка, Сергиево-Посадский район, Московская область, РСФСР, СССР) — советский и белорусский  певец. Заслуженный артист Республики Беларусь (2018).

## Биография
Из семьи военнослужащего.
В 1976 году окончил среднюю школу имени 50-летия Великого Октября в городе Приозёрск Джезказганской области Казахской ССР. (Полигон ПРО Сары-Шаган).
Учился в музыкальной школе по классу фортепиано.
В старших классах играл на гитаре, клавишных в школьном ВИА «Beggar Heirs», был одним из солистов группы.
В 1976 году поступил на I курс санитарно-гигиенического факультета Карагандинского медицинского института. В составе агитбригад выезжал с концертами по студенческим строительным отрядам.
В 1982 году окончил Минский медицинский институт. Работал врачом, участвовал в художественной самодеятельности.
Позже — солист эстрадного оркестра ДК Белсовпрофа.
С 1987 года — солист Государственного концертного оркестра Беларуси.
1989 год — начата работа солистом театра песни Ядвиги Поплавской — Александра Тихановича.
1991 год — начало сольной карьеры, выступление с группой «Карусель». Песни: на русском и белорусском языках, стилистика: шлягерная песня. В том же году получил прозвище «Весёлый молочник».
Принимает участие в теле- и радиопередачах, выступает с концертами в странах СНГ.
Был участником первого «Славянского базара» в Витебске в июле 1992 года.
В 1995 году приехал в Россию. Выпустил альбом «Здравствуй, чужая милая». На одноимённый хит, являющийся ремейком (он исполнялся разными артистами ещё в советское время) был снят клип, попавший в программу «Доброе утро, страна!» Но затем начались какие-то проблемы, и вскоре Солодуха вернулся в Минск.
В конце 1990-х годов певец опять появился в России и начал сотрудничать с Александром Морозовым. В октябре 1999 года был снят клип на песню «Калина». Ротация на российских телеканалах, в том числе на «России» («Доброе утро, страна!»).
3 июля 2000 года вышел альбом «Калина, калина», имевший хороший спрос в России. Но уже 8 июля Солодуха опять уехал в Белоруссию. Песни «Калина», «Обнимала, не любила» и «Плыть, плыть, плыть» перешли в репертуар Братьев Радченко.
В 2005 году — презентация альбома «Сотни километров до любви» (вошли композиции прошлых лет и новые песни). Песня «Виноград» попала в ротацию Дорожного радио.
20 сентября 2007 в Витебском летнем амфитеатре состоялся сольный концерт (сотый концерт в рамках тура по городам Белоруссии в поддержку альбома в 2007 году) Александра Солодухи «Сотни километров до любви», посвящённый 20-летнему юбилею концертной деятельности артиста.
В 2010 году вышел альбом «Ты для меня сбылась» с клипом на заглавную композицию.
В 2011 году вышел фильм об Александре Солодухе «Дочки моей глаза». В кадры фильма попал Стас Михайлов, который также сотрудничал с Солодухой как автор (песни «Тебе, любимая»). В том же году Солодуха снова приехал в Россию и записал альбом. 11 ноября он был выпущен.
Альбом был встречен смешанной рецензией Ильи Малиновского, который отметил, что хитов вроде таких, как «Здравствуй, чужая милая» и «Виноград», на диске нет. Материал слишком похож на песни из предыдущих альбомов. Положительно охарактеризовал музыку (кроме песни Михайлова) и аранжировки: «Настолько непредсказуемые музыкальные ходы мог написать только один из самых знаменитых композиторов страны» (белорусский композитор Олег Елисеенков). Критике подверглись тексты песен. По мнению Малиновского, они самые типичные, но искреннее и даже наивное исполнение Солодухи вносит в них определённый смысл. Крайне негативно журналист отозвался о тексте песни «Памяти В.Мулявина». То, что этот текст был указан как народный, по мнению Малиновского, означает, что автор просто «спрятался» «из-за стыда» за свою бездарность.
Александр Солодуха работает над новым альбомом, выпуск которого запланирован на 2014 год. Заглавная композиция уже в 2012 году попала на Русское радио.
16 февраля 2015 в популярном магазине iTunes появляется сборник «Берега»
10 января 2018 года Лукашенко присвоил Солодухе звание заслуженного артиста Беларуси.
В сентябре 2020 года снялся в клипе «Любимую не отдают», целью которого является поддержка Александра Лукашенко во время белорусских массовых протестов против фальсификации результатов выборов.

## Фестивали
- Республиканский фестиваль популярной музыки «Наваполацк» (1987)
- Международный фестиваль искусств «Славянский базар в Витебске» (2009)[10]

## Награды
- Заслуженный артист Республики Беларусь (2018).
- Лауреат «Песни года Украины 2004» (с песней «Здравствуй, чужая милая»).

## Дискография
Альбомы:
- Здравствуй, чужая милая[11] («Vigma», 1996, переизд. «Классик-компани», Россия, 2003)
- Посвящение женщине («Монолит Рекордс», Россия, 1997)
- Калина, калина… («Sony Music Entertainment», USA, 2000)
- Одинокий («TON-Records», 2002):
- «Лучшие песни» («Vigma», 2003)
- «Сотни километров до любви» («Vigma», 2005)
- «Любить тебя, родная» (2006)
- «Ты для меня сбылась» (2010)
- «Берега» («Vigma», «Квадро-Диск», 2011)
- «Верное сердце[бел.]» («Vigma», 2014)